# Hellboy (2004)
Hellboy is een Amerikaanse film uit 2004 gebaseerd op het gelijknamige personage van Dark Horse Comics. De film werd geregisseerd door Guillermo del Toro. De hoofdrollen werden vertolkt door Ron Perlman, Doug Jones en Selma Blair.

## Verhaal
De film begint in 1944. Een groep nazi's werkt samen met de Russische mysticus Grigori Rasputin aan een dimensiepoort op een verlaten eiland voor de kust van Schotland. Hun doel is om de Ogdru Jahad (de zeven chaosgoden) te laten ontwaken en ze tegen de geallieerden te gebruiken. Rasputin wil de wezens in het geheim gebruiken om de hele aarde te verwoesten. Hij wordt geholpen door zijn geliefde Ilsa von Haupstein, die hij eeuwig leven heeft gegeven en de nazikolonel Karl Ruprecht Kroenen, een beruchte huurmoordenaar. De geallieerden krijgen lucht van de zaak. Geleid door professor Trevor Bruttenholm, een expert op het gebied van magie, valt een groep geallieerden het eiland aan en verstoort het ritueel. De poort wordt vernietigd. Naderhand blijkt een kleine, rode demon door de poort te zijn gekomen. De geallieerden nemen hem mee en noemen hem Hellboy.
Zestig jaar later wordt een jonge FBI-agent genaamd John Myers overgeplaatst naar het Bureau of Paranormal Research and Defense (BPRD), gerund door professor Bruttenholm. Hij ontmoet de nu volwassen Hellboy die als agent voor de BPRD werkt. Andere medewerkers van de BPRD zijn Abe Sapien, een visachtig persoon met psychische vaardigheden en Liz Sherman, een pyrokinetica die haar krachten nog niet helemaal onder controle heeft.
Ondertussen brengen Kroenen (die nu grotendeels een cyborg is) en Ilsa Rasputin weer tot leven. Het drietal vertrekt naar New York om de Machenbibliotheek van Paranormale voorwerpen te bezoeken. Daar roepen ze een demon genaamd Sammael op. Rasputin geeft Sammael de gave om zijn bewustzijn te reïncarneren en op te splitsen, zodat elke keer als hij sterft, twee nieuwe Sammaels zijn plaats in zullen nemen. Rasputin bezoekt vervolgens Liz en reactiveert haar krachten waardoor ze onbewust het hele ziekenhuis waar ze verblijft vernietigt.
Sammael en zijn vele dubbelgangers worden al snel een groot probleem omdat Hellboy meerdere Sammaels doodt en zo steeds meer dubbelgangers creëert. Kroenen doodt drie van de FBI-agenten die met Hellboy waren meegegaan. Vervolgens schakelt hij zichzelf uit om het te doen lijken dat hij is verslagen. Kroenens "lijk" wordt naar het bureau gebracht voor onderzoek. Op het bureau krijgt Hellboy onenigheid met FBI-directeur Tom Manning, die Hellboys roekeloosheid verantwoordelijk houdt voor de dood van de drie agenten. Myers neemt Liz, die net is teruggekeerd, mee de stad in. Hellboy volgt hen.
Terwijl ze weg zijn, arriveert Rasputin in het bureau en hij reactiveert Kroenen. Professor Brutenholm komt tegenover hen te staan. Rasputin toont hem een visioen van de toekomst, waarin te zien is dat Hellboy de agent is die de wereld zal vernietigen. Brutenholm weigert dit te geloven, waarna Rasputin hem vermoordt.
Manning neemt het bevel over de BPRD over en samen met Hellboy lokaliseert hij Raputins fysieke lichaam in een mausoleum net buiten Moskou. Woedend over de dood van professor Brutenholm (die Hellboy had opgevoed) bevecht Hellboy Kroenen en vernietigt deze. Daarna bevecht hij de vele Sammaels. Liz komt hem te hulp door haar krachten eindelijk op vol vermogen te gebruiken en vernietigt alle Sammaels inclusief hun eieren, zodat er geen nieuwe Sammaels meer kunnen ontstaan. Als bijeffect verliezen Hellboy, Liz en Myers het bewustzijn en ze worden gevangen door Rasputin.
Rasputin zuigt Liz’ ziel uit haar lichaam om Hellboy te dwingen de Ogdru Jahad vrij te laten. Hellboy gebruikt daarom zijn ware kracht als "Anung un Rama". Bijna laat hij de Ogdru Jahad vrij, maar op het laatste moment herinnert Myers Hellboy eraan wie hij werkelijk is. Hellboy komt weer bij zinnen, en steekt Rasputin neer.
Rasputin heeft nog een troef achter de hand: hij is bezeten door een demon van de Ogdru Jahad. Deze kan nu Rasputin dood is zijn ware gedaante aannemen. De demon vernietigt Ilsa en bevecht vervolgens Hellboy. Hellboy laat zich vrijwillig opeten door het beest en blaast hem van binnenuit op met vijf handgranaten.
Liz’ ziel keert terug naar haar lichaam.

## Rolverdeling
| Acteur            | Personage                            | Opmerkingen        |
| ----------------- | ------------------------------------ | ------------------ |
| Ron Perlman       | Hellboy                              |                    |
| Selma Blair       | Liz Sherman                          |                    |
| Doug Jones        | Abe Sapien                           |                    |
| John Hurt         | Professor Trevor "Broom" Bruttenholm |                    |
| Rupert Evans      | FBI-agent John Myers                 |                    |
| Karel Roden       | Grigori Raspoetin                    |                    |
| Jeffrey Tambor    | Tom Manning                          |                    |
| Ladislav Beran    | Karl Ruprecht Kroenen                |                    |
| Biddy Hodson      | Ilsa Haupstein                       | als Bridget Hodson |
| Brian Steele      | Sammael                              |                    |
| Corey Johnson     | Agent Clay                           |                    |
| Kevin Trainor     | Jonge professor "Broom" Bruttenholm  |                    |
| David Hyde Pierce | Abe Sapien                           | stemrol, onvermeld |

## Productie

### Ontwikkeling
Het verhaal van de film is gebaseerd op de miniserie Hellboy: Seed of Destruction.
Guillermo del Toro had al jaren de wens om een Hellboy-film te maken met Ron Perlman in de hoofdrol, maar kreeg het niet voor elkaar een studio te vinden die de film wilde produceren. Na het grote succes van Blade II (2002), kreeg del Toro de keuze tussen het regisseren van Blade: Trinity (2004) of een film over Hellboy: hij koos voor Hellboy.

### Ontvangst
Hellboy ging in première in het Mann Village Theater in Westwood, Californië op 30 maart 2004. Op 2 april van dat jaar werd de film wereldwijd uitgebracht. De film bracht wereldwijd $ 99,3 miljoen op.
De film werd goed ontvangen door critici, met een gemiddelde score van 80% op Rotten Tomatoes.

## Prijzen en nominaties
2004
- De Imagen Award voor beste regisseur (Guillermo del Toro) – gewonnen
- De Teen Choice Award voor Choice Movie - Drama/Action Adventure

2005
- Vier Saturn Awards:
  - Beste make-up – gewonnen
  - Beste kostuums
  - Beste DVD Special Edition Release
  - Beste fantasyfilm
- De Bram Stoker Award
- De IHG Award voor beste film
- De VES Award voor Outstanding Performance by an Animated Character in a Live Act on Motion Picture